# 水色標準液
水色標準液（すいしょくひょうじゅんえき）とは、湖面などの水面の色を計る際に用いる指標液。液体が、色番号順になっているため、一般に用いる際は水色計（すいしょくけい）とも呼ばれる。昼間、垂直方向に見た水面を水色と言い、海、湖沼、河川などを、比色測定する。

## フォーレル水色標準液
（英:Forel's color standards, Forel's color scale）1888年にF・A・フォーレルによって考案された。硫酸銅とアンモニアを調合した溶液の藍色液（第1液）と、クロム酸カリウム溶液の黄色液（第2液）をそれぞれ異なる割合で混合し、アンプルに封入した物。混合率により1番から11番の水色番号からなる。1番はもっとも青く、番号が増すに従い黄色に変位していく。色別にセットとなっているためフォーレル水色計、フォーレルの水色計とも呼ばれる。

## ウーレ水色標準液
（英:Ule's color standards, Ule's color scale）1892年にE・ウーレによって考案された。主に内湾の測定に用いる。
フォーレル水色標準液の水色番号11番（第1液65％、第2液65％）にさらに第3液を加える。
第3液はアンモニア水、蒸留水と硫酸第1コバルト液を混合し褐色の液体となる。
第3液は塩化白金酸カリウムと塩化コバルトの溶液を用いることもある。
フォーレル水色標準液の水色番号11番に第3液をそれぞれ異なる割合で混合し、フォーレルの水色計と同様にアンプルに封入したもの。フォーレルの水色計に引き続き11番から21番の水色番号からなり、番号が増すに従い褐色に変位していく。色別にセットとなっているためウーレの水色計とも呼ばれる。

## 測定方法
現地にて、太陽を背にした日陰の場所で、水色計を水に沈めて行う。水面を覗き見て水色を比較し、最も近いアンプルの色の番号を「フォーレルの6番」などというように読み取り、記録する。